# Lancelot (Name)
Lancelot ist ein Familienname und ein männlicher Vorname.

## Herkunft
Lancelot ist eine Sagenfigur aus den mittelalterlichen Artusromanen.

## Namensträger

### Familienname
- Alain Lancelot (1937–2020), französischer Politikwissenschaftler
- Claude Lancelot (um 1615–1695), jansenistischer Mönch und Linguist
- Erik Olivier Lancelot (* 1975), norwegischer Schlagzeuger
- Jacques Lancelot (1920–2009), französischer Klarinettist
- Olivier Lancelot (um 1970–2018), französischer Jazzpianist

### Vorname
- Lancelot Andrewes (1555–1626), englischer Theologe und Prediger
- Lancelot Bosanquet (1903–1984), britischer Mathematiker
- Lancelot von Brederode († 1573), holländische Militärperson
- Lancelot Brown (1716–1783), englischer Landschaftsarchitekt
- Lancelot Fuhry (* 1970), deutscher Dirigent und Kapellmeister
- Lancelot Hogben (1895–1975), britischer Zoologe, Genetiker, Statistiker und Schriftsteller
- Lancelot Holland (1887–1941), britischer Admiral
- Lancelot von Naso (* 1976), deutscher Filmregisseur und Drehbuchautor
- Lancelot Payne (1933–2011), neuseeländischer Radrennfahrer
- Lancelot Phelps (1784–1866), US-amerikanischer Politiker
- Lancelot Eric Richdale (1900–1983), neuseeländischer Ornithologe
- Lancelot Royle (1898–1978), britischer Sprinter
- Lancelot de Saint-Maard, Marschall von Frankreich († nach 1278)
- Lancelot Stafford (1887–1940), britischer Leichtathlet
- Lancelot Ware (1915–2000), britischer Rechtsanwalt und Mitgründer von Mensa International